# Labourgade
Labourgade ist eine französische Gemeinde mit 162 Einwohnern (Stand: 1. Januar 2022) im Département Tarn-et-Garonne in der Region Okzitanien. Sie gehört zum Kanton Beaumont-de-Lomagne und zum Arrondissement Castelsarrasin. Sie grenzt im Nordwesten an Garganvillar, im Norden an Lafitte, im Nordosten an Cordes-Tolosannes, im Südosten an Montaïn und im Südwesten an Larrazet.

## Bevölkerungsentwicklung
| Jahr      | 1962 | 1968 | 1975 | 1982 | 1990 | 1999 | 2008 | 2015 |
| --------- | ---- | ---- | ---- | ---- | ---- | ---- | ---- | ---- |
| Einwohner | 192  | 164  | 149  | 146  | 146  | 127  | 172  | 179  |

## Sehenswürdigkeiten

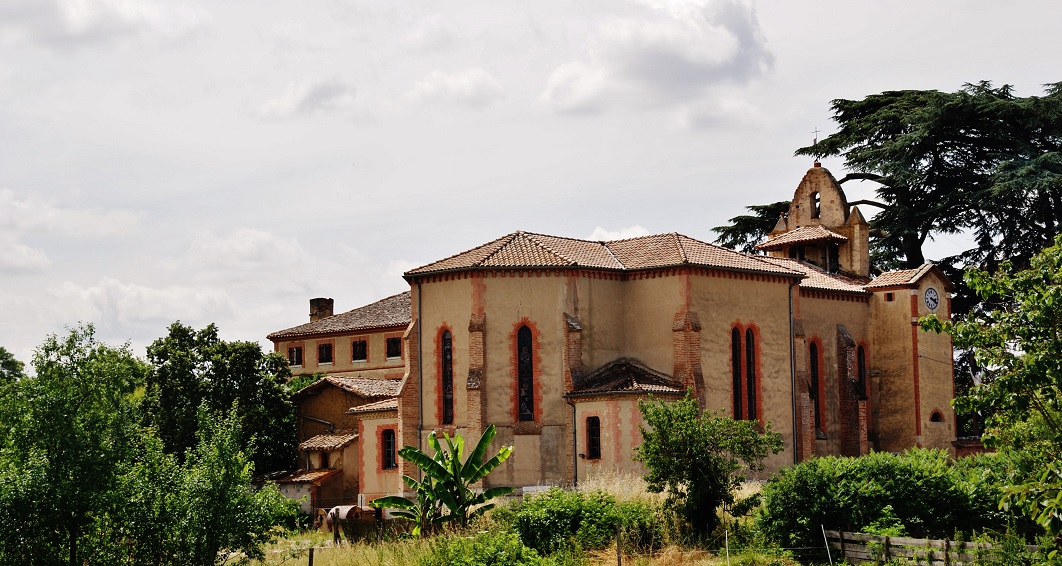
Kirche Notre-Dame

- Kirche Notre-Dame